# نايف بن عبد العزيز آل سعود
الأمير نايف بن عبد العزيز آل سعود، (1 رجب 1353هـ / 9 أكتوبر 1934 - 26 رجب 1433 هـ / 16 يونيو 2012)، نايف بن عبد العزيز آل سعود، شغل منصب وزير الداخلية منذ 1975، وولي العهد نائب رئيس مجلس الوزراء منذ 27 أكتوبر 2011 إلى غاية وفاته. هو الابن الثالث والعشرون من أبناء الملك عبد العزيز آل سعود الذكور من زوجته الأميرة حصة بنت أحمد السديري. تقلد منصب ولي العهد بعد وفاة الأمير سلطان بن عبد العزيز آل سعود وقبل ذلك كان يشغل منصب النائب الثاني لرئيس مجلس الوزراء منذ 27 مارس 2009 ووزيرا للداخلية منذ عام 1975.

## نسبه
نايف بن الملك عبد العزيز بن الإمام عبد الرحمن بن الإمام فيصل بن الإمام تركي بن عبد الله بن الإمام محمد بن الأمير سعود الأوّل.

## النشأة
ولد الأمير نايف بن عبد العزيز آل سعود بمدينة الطائف، ودرس في مدرسة الأمراء، وتلقى التعليم في المدرسة على يد الأستاذ أحمد العربي وهو من أبناء مكة المكرمة ثم على يد الشيخ عبد الله عبد الغني خياط.

## حياته السياسية
تدرج الأمير نايف بن عبد العزيز آل سعود في عدة مناصب تولاها منذ عهد والده عبد العزيز آل سعود، ففي 17 جمادى الثانية 1371 هـ عين وكيلًا لمنطقة الرياض. وفي 3 ربيع الثاني 1372 هـ عين أميرًا لمنطقة الرياض. وعين نائبًا لوزير الداخلية وذلك في تاريخ 29 ربيع الأول 1390 هـ، وفي 17 رمضان 1394 هـ عين بنفس المنصب بمرتبة وزير.
في 17 ربيع الأول 1395 هـ صدر مرسوم بتعيينه وزير دولة للشئون الداخلية. وبتاريخ 8 شوال 1395 هـ صدر مرسوم ملكي بتعيينه وزيرًا للداخلية.
في 30 ربيع الأول 1430 هـ الموافق 27 مارس 2009 أصدر الملك عبد الله بن عبد العزيز أمر ملكي بتعيينه نائبًا ثاني لرئيس مجلس الوزراء ووزيرًا للداخلية.
في 29 ذو القعدة 1432 هـ الموافق 27 أكتوبر 2011 أصدر الملك عبد الله بن عبد العزيز آل سعود أمر ملكي بتعيينه وليا للعهد بعد وفاة الأمير سلطان بن عبد العزيز آل سعود.

### حقوق الإنسان
كان نايف بن عبد العزيز آل سعود محل نقد المنظمات الحقوقية لمواقفه من الحريات والديمقراطية وحقوق المرأة كما اعتبر مسؤولا عن اعتقال نشطاء لأسباب سياسية واتهامهم بالانتماء لتنظيم القاعدة منهم سعود مختار الهاشمي ويوسف الأحمد بعد أن اختير الأمير نايف وليًا للعهد أطلق نشطاء سياسيون في 17 أبريل 2012 عريضة تنادي ببطلان البيعة له بالملك لأنه «أكثر الأمراء استبدادا وأشدهم بطشا وتعذيبا وترهيبا». انتقدته جمعية الحقوق المدنية والسياسية في السعودية (حسم) لعدم تحقيقه في دعاوى انتهاك وزارة الداخلية السعودية لحقوق الإنسان.

#### المرأة
في مارس 2009 نشر قوله أن بلاده لا تحتاج إلى تمثيل للمرأة في مجلس الشورى المعين من قبل الملك، وأن السعودية لا تحتاج إلى إجراء انتخابات لأن التعيين يختار الأفضل دائماً، وإنه لو كانت العضوية بمجلس الشورى بالانتخاب لما كان الأعضاء على مستوى من الكفاءة. كما عرف عنه دفاعه عن هيئة الأمر بالمعروف والنهي عن المنكر.
رغم أنه يوصف بالمحافظ، إلا أنه بادر من خلال وزارته ببعض الخطوات التحديثية في المجتمع السعودي، مثل إقرار بطاقات الهوية للنساء بعد أن كن لسنوات طويلة ملحقات في دفاتر العائلة بالرجال.
كما اعتبر قرار موافقة إشراك المرأة السعودية بمجلس الشورى السعودي والمجالس البلدية سنة 2011 هو قرار ذاتي.

### مكافحة «الإرهاب»
اعتبر نايف حليفا مقربا للولايات المتحدة في مكافحة «الإرهاب»، لكن العلاقة شابها التوتر بعد أن اُتهمت وكالة المخابرات الأمريكية بالتجسس عليه.
شكك الأمير نايف في نوفمبر 2001 في مسؤولية القاعدة عن أحداث 11 سبتمبر قائلا: «من المستحيل أن يقوم شباب في التاسعة عشر بتنفيذ عملية الحادي عشر من سبتمبر، أو أن يفعلها بن لادن والقاعدة بمفردهم. .. أعتقد أن الصهاينة مسؤولون عن هذه الأحداث.» اقترح فيما بعد أن يتم أخذ بصمات الأمريكيين الزائرين للمملكة مثلما يتم للزائرين عند دخول الولايات المتحدة.

## محاولة اغتياله
في الساعة الواحدة بعد منتصف ليلة يوم السبت 6 رمضان 1432 هـ الموافق 6 أغسطس 2011 تعرض الأمير نايف بن عبد العزيز آل سعود لمحاولة اغتيال نفذها أحد عناصر القاعدة، خضر الزهراني، قادما من اليمن، حيث تعرض لإطلاق نار أثناء مرور موكبه بشارع المالكي بجدة بعد أن قام الزهراني بإطلاق النار على نقطة تفتيش في شارع عبد الرحمن المالكي، نجى الأمير وقتل خضر الزهراني على الفور في تبادل لإطلاق النار.

## الوفاة
توفي الأمير نايف بن عبد العزيز آل سعود في يوم السبت 26 رجب 1433هـ الموافق 16 يونيو 2012م عن عمر يناهز 78 عاما ونقلاً عن وكالة رويترز أنه قد توفي في المدينة السويسرية جنيف، حيث كان يقضي إجازة تخللتها فحوصات مجدولة.
وذكر مصدر طبي في جنيف أن الوفاة كانت بسبب مشاكل في القلب، وقد تعرض لهذه الأزمة في فترة زيارته ل جنيف.
وقد أعلن الديوان الملكي السعودي أنه سيتم نقل الجثمان من جنيف إلى جدة، وأن صلاة الميت ستؤدى عليه في يوم الأحد 27 رجب 1433 هـ الموافق 17 يونيو 2012 بعد صلاة المغرب في المسجد الحرام في مكة المكرمة. وقد تقدم المصلين الملك عبد الله بن عبد العزيز آل سعود الذي تلقى التعازي في أخيه الأمير نايف بن عبد العزيز آل سعود. وقد دفن في مقبرة العدل في مكة المكرمة بعد أداء صلاة الجنازة.
وقد أرسل العديد من الشخصيات السياسية تعازيهم للملك عبد الله بن عبد العزيز آل سعود، بما في ذلك الرئيس الأميركي باراك أوباما والرئيس الفرنسي فرانسوا هولاند، ووزير الخارجية البريطاني وليام هيغ، وأيضاً الملك عبد الله الثاني بن الحسين ملك المملكة الأردنية الهاشمية وغيره من قادة الدول العربية.

## من المهام التي تولاها
- الإشراف العام على اللجان والحملات الإغاثية والإنسانية بالمملكة العربية السعودية.
- الرئيس الفخري لمجلس وزراء الداخلية العرب.
- الرئيس الفخري لجمعية العلوم والاتصال في جامعة الملك سعود في الرياض.
- الرئيس الفخري للجمعية الوطنية للمتقاعدين.
- الرئيس الفخري الجمعية السعودية للإعلام والاتصال.
- رئيس لجنة الحج العليا.
- رئيس اللجنة العليا للتحقيق وتقصي الحقائق في أحداث سيول جدة.
- رئيس اللجنة الوطنية لمكافحة المخدرات.
- رئيس المجلس الأعلى للإعلام.
- رئيس الهيئة العليا للأمن الصناعي.
- رئيس المجلس الأعلى للدفاع المدني.
- رئيس مجلس إدارة جامعة نايف العربية للعلوم الأمنية.
- رئيس مجلس القوى العاملة.
- رئيس مجلس إدارة صندوق التنمية البشرية.
- رئيس الهيئة العليا لجائزة نايف بن عبد العزيز آل سعود العالمية للسنة النبوية والدراسات الإسلامية المعاصرة.
- رئيس مجلس إدارة الهيئة العليا للسياحة (تغير مسماها لاحقا إلى الهيئة العامة للسياحة والتراث الوطني).
- نائب رئيس الهيئة الوطنية لحماية الحياة الفطرية وإنمائها.
- عضو في المجلس الأعلى للشؤون الإسلامية.
- عضو في هيئة البيعة.[21]

## أوسمة
- وشاح السحاب من جمهورية الصين عام 1397هـ / 1977م.
- وسام جوقة الشرف من جمهورية فرنسا عام 1397هـ / 1977م.
- وسام المحرر الأكبر من جمهورية فنزويلا عام 1397هـ / 1977م.
- وسام الكوكب الأردني عام 1397هـ / 1977م.
- الدكتوراه الفخرية في القانون من جامعة شنغ تشن في الصين الوطنية في 17/8/1399هـ / 1979م.
- وشاح الملك عبد العزيز من الطبقة الأولى.
- وسام الأمن القومي من جمهورية كوريا الجنوبية عام 1400هـ / 1980م.
- الدكتورة الفخرية في القانون من كوريا الجنوبية.
- درجة الدكتوراه الفخرية من جامعة أم القرى في السياسة الشرعية.
- وسام الأرز من الجمهورية اللبنانية 1430هـ / 2009م.
- الدكتوراه الفخرية من جامعة الرباط في جمهورية السودان.[21]

## الإرث
- كرسي الأمير نايف بن عبد العزيز آل سعود لدراسات الأمن الفكري في جامعة الملك سعود في الرياض.
- كرسي الأمير نايف بن عبد العزيز آل سعود لدراسات الوحدة الوطنية في جامعة الإمام محمد بن سعود الإسلامية في الرياض.
- كرسي الأمير نايف بن عبد العزيز آل سعود للوقاية من المخدرات في جامعة الإمام محمد بن سعود الإسلامية في الرياض.
- كرسي الأمير نايف بن عبد العزيز آل سعود لدراسة الأمر بالمعروف والنهي عن المنكر في الجامعة الإسلامية في المدينة المنورة.
- كرسي الأمير نايف بن عبد العزيز آل سعود لتنمية الشباب في جامعة الأمير محمد بن فهد في المنطقة الشرقية.
- مركز الأمير نايف بن عبد العزيز آل سعود العالمي للثقافة والعلوم في جامعة الملك فهد للبترول والمعادن في المنطقة الشرقية.
- معهد الأمير نايف للبحوث والخدمات الاستشارية في جامعة الإمام محمد بن سعود الإسلامية بالرياض.[21]

## في الشعر
- له مساجلة شعرية قديمة مع خاله الأمير محمد السديري
- أنتم حباريكم تخافق بالإقفار..وحنا حبارينا السمك يالسنافي
- وبايمانكم شقر سريعات الاطيار..والكل منهن ماضي الفعل وافي
- ورد عليه نايف
- يا خال روحتوا لنا ستة اسطار..رفاع المعاني كملتها القوافي
- مثايل يختارها كل محتار..مثل الرعاف بجيد ظبي الكشافي

## أسرته
| الزوجة                                                   | الأبناء والبنات |
| -------------------------------------------------------- | --- |
| نورة الفراج السبيعي (مطلقة)                              | جواهر (متزوجة من الأمير محمد بن فهد بن عبد العزيز آل سعود) |
| الجوهرة بنت عبد العزيز بن مساعد بن جلوي آل سعود (متوفية) | الأمير سعود، الأمير محمد، الأميرة نورة، والأميرة سارة (متزوجة من الأمير تركي بن عبد الرحمن بن عبد العزيز آل سعود) |
| مها بنت محمد بن أحمد السديري                             | الأمير نواف (متزوج الأميرة العنود بنت سلطان بن عبد العزيز آل سعود)، الأمير فهد، الأميرة نوف (متزوجة من الأمير محمد بن عبد الله بن عبد العزيز آل سعود)، الأميرة مشاعل (متزوجة من الأمير سعود بن سلطان بن عبد العزيز آل سعود)، والأميرة هيفاء (متزوجة من الأمير فيصل بن محمد بن سعود الكبير) |
| حصة بنت محمد بن عبد الله الدامر                          | |

- الأميرة مها بنت محمد بن أحمد السديري ابنة الشاعر الأمير محمد بن أحمد السديري الملقبة ب (غيوض) وهي شاعرة سعودية غنى لها محمد عبده وعبد الله الرويشد وخالد عبد الرحمن الذي كانت معه بدايتها الحقيقية في أغاني وألبومات لاقت انتشار واسع تعدت حدود الوطن العربي، تعتبر من الشاعرات اللاتي حظين باهتمام من قبل الصحافة السعودية والخليجية والعربية حيث نشرت في أغلب المجلات المحلية والخليجية والعربية ومجلة المختلف وفواصل.

## روابط خارجية
- نايف بن عبد العزيز آل سعود على موقع مونزينجر (الألمانية)

| سبقه نواف               | ترتيب أبناء الملك عبد العزيز                       | تبعه فواز               |
| سبقه سلطان بن عبدالعزيز | وكيل إمارة منطقة الرياض 1371 هـ - 1372 هـ          | تبعه سلمان بن عبدالعزيز |
| سبقه سلطان بن عبدالعزيز | أمير منطقة الرياض 1372 هـ - 1374 هـ                | تبعه سلمان بن عبدالعزيز |
| سبقه فهد بن عبدالعزيز   | نائب وزير الداخلية 1390 هـ - 1395 هـ               | تبعه أحمد بن عبدالعزيز  |
| سبقه لا يوجد            | وزير الدولة للشئون الداخلية 1395 هـ لمدة سبعة أشهر | تبعه لا يوجد            |
| سبقه فهد بن عبدالعزيز   | وزير الداخلية 1395 هـ - 1433 هـ                    | تبعه أحمد بن عبدالعزيز  |
| سبقه سلطان بن عبدالعزيز | النائب الثاني لرئيس مجلس الوزراء 2009 - 2011       | تبعه مقرن بن عبدالعزيز  |
| سبقه سلطان بن عبدالعزيز | النائب الأول لرئيس مجلس الوزراء 2011 - 2012        | تبعه سلمان بن عبدالعزيز |
| سبقه سلطان بن عبدالعزيز | ولي العهد 2011 - 2012                              | تبعه سلمان بن عبدالعزيز |